# Nicholas Petit-Frere
Nicholas Petit-Frere (Port St. Lucie, 15 settembre 1999) è un giocatore di football americano statunitense che milita nel ruolo di offensive tackle per i Tennessee Titans della National Football League (NFL).

## Carriera

### Tennessee Titans
Al college Petit-Frere giocò a football a Ohio State. Fu scelto nel corso del terzo giro (69º assoluto) assoluto nel Draft NFL 2022 dai Tennessee Titans. Debuttò come professionista partendo come titolare nella gara del primo turno persa contro i New York Giants. La sua stagione da rookie si concluse con 16 presenze, tutte come titolare.